# Палац Планалту
Палац Планалту (порт. Palácio do Planalto — «Палац плоскогір'я») — офіційна робоча резиденція президента Бразилії, розташована в столиці країни, місті Бразиліа. У бразильській португальській використовується як метонім виконавчої влади. Крім президента в будівлі знаходиться робоче місце віцепрезидента Бразилії.

## Будівництво
Будівництво нової столиці країни міста Бразиліа передбачало і зведення всієї державної інфраструктури, в тому числі нового президентського палацу. 10 липня 1958 року під керівництвом архітектора Оскара Німеєра розпочалося будівництво. Палац Планалту був урочисто відкритий 21 квітня 1960 року президентом Жуселіну Кубічек. Це була одна з перших будівель у місті, поряд з палацом Національного конгресу і Верховного суду. Церемонія відкриття символізувала передачу статусу столиці до Бразиліа від Ріо-де-Жанейро 21 квітня 1960 року.

## Архітектура
За задумом архітектора, комплекс палацу складається з 5 будівель.
У головній будівлі 4 поверхи. На першому поверсі розташовані центральний вхід, приймальня та офіс пресслужби; на другому поверсі 4 конференц-зали: східний, західний, головний і «Овальний кабінет», а також офіс прессекретаря; на третьому поверсі розташований офіс самого президента і його помічників; на четвертому поверсі знаходиться адміністрація президента. Будівля оточена басейном площею близько 1635 м² і глибиною 110 см, який заселений японськими коропами.
Палац охороняється Президентським Батальйоном Охорони, 1-м Кавалерійським Полком Охорони (Драгуни Незалежності) та армійськими частинами. Протягом тижня доступ в палац має тільки санкціонований персонал. Президент проходить в палац через північний вхід або прибуває вертольотом. Відкритий для загального відвідування в неділю, з 9 до 15 годин. 

## Реконструкція
У березні 2009 року, за указом президента Лула да Сілва було розпочато відновлення і реконструкцію палацу. Десятиліття експлуатації відбилися на зовнішньому і внутрішньому вигляді палацу, в результаті було витрачено 111 млн бразильських реалів. Відновлення було завершено 24 серпня 2010 року. Було встановлено нове електричне обладнання, центральна система кондиціонування повітря. Був проведений новий внутрішній поділ палацу, відновлення зовнішнього фасаду (мармур і граніт), заміна електричних генераторів, відновлення вікон і дверей і модернізація технологічного обладнання. Також побудоване паркування на 500 автомобілів.
Під час процесу відновлення функцію резиденції президента виконувала будівля культурного центру.

## Пошкодження
У 2023 році прихильники колишнього президента Бразилії Жаїра Болсонару пошкодили культові будівлі Національного конгресу, палацу Планальту та Верховного суду.

## Галерея

### Екстер'єр

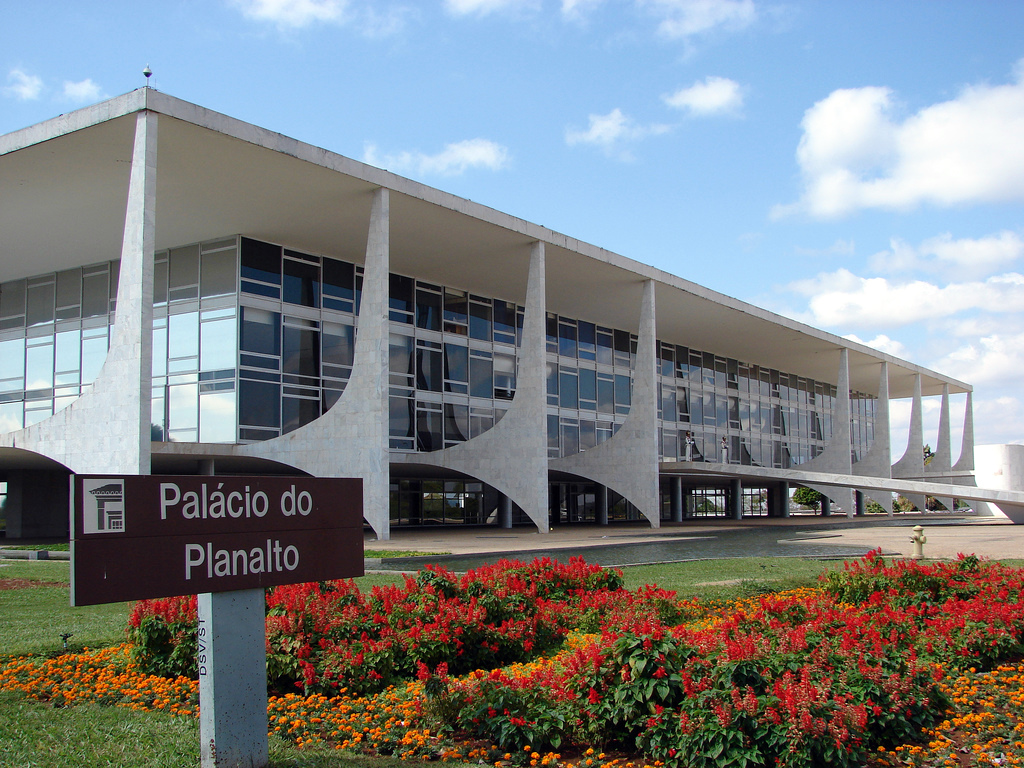
Фасад
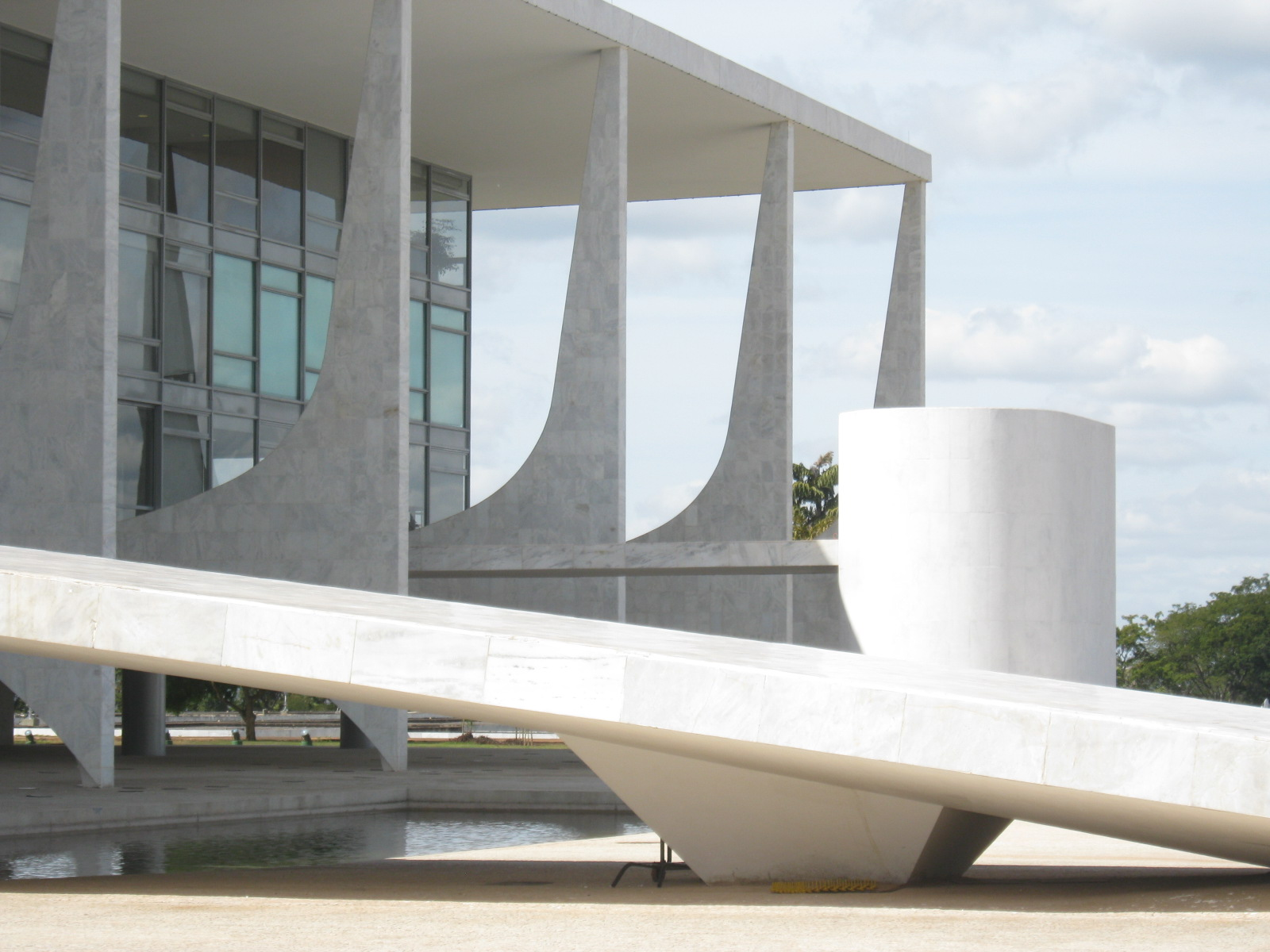
Трибуна для звернень президента
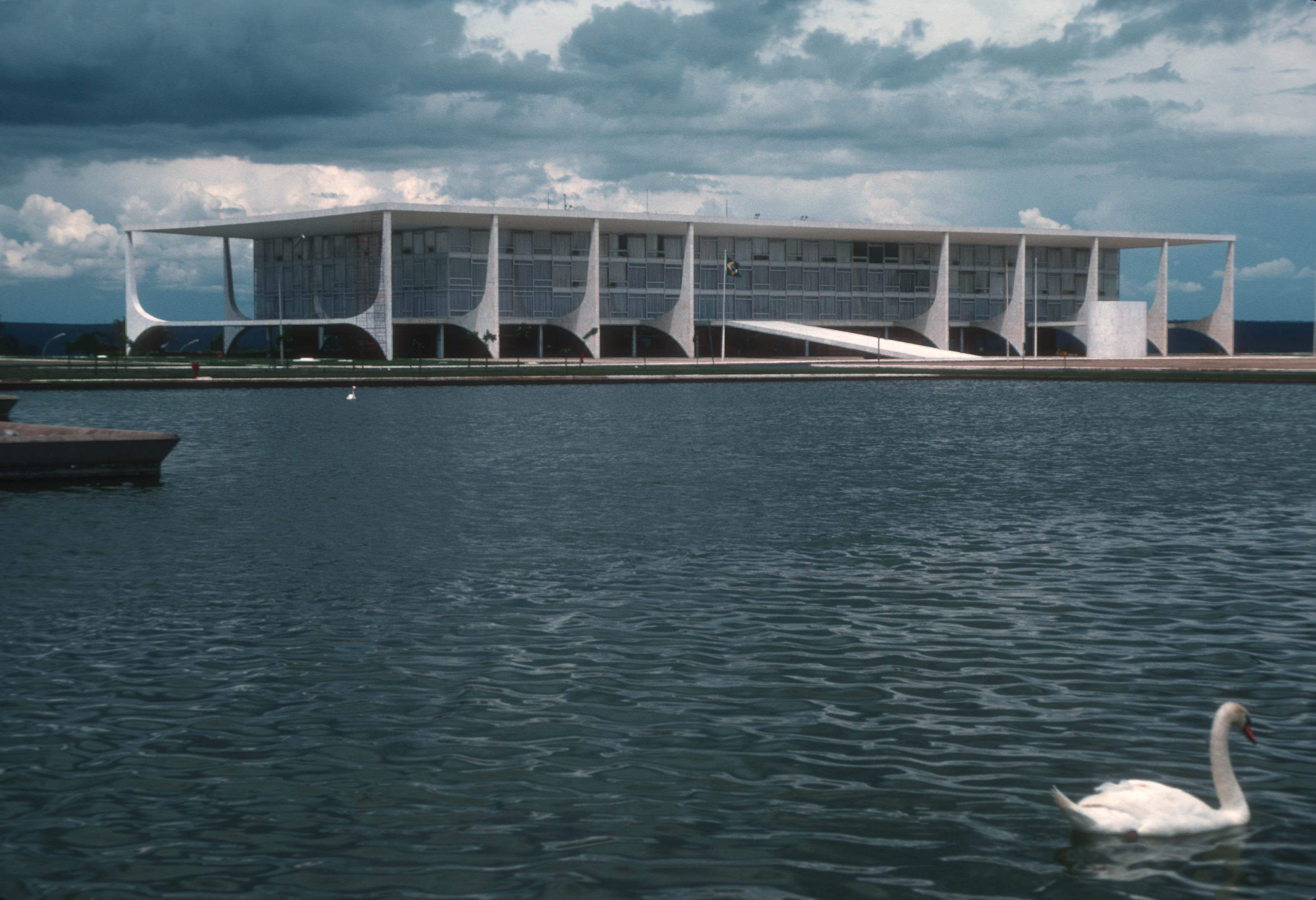
Озеро перед фасадом
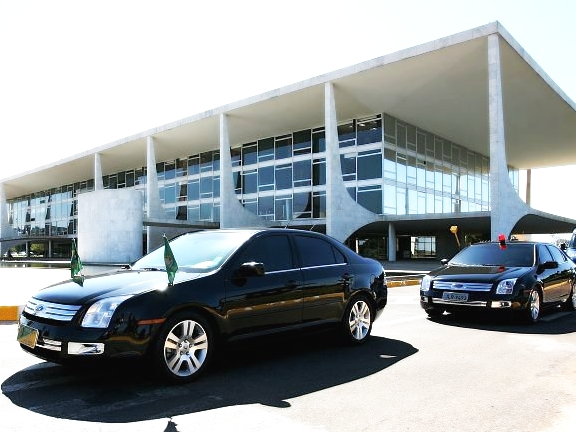
Кортеж президента
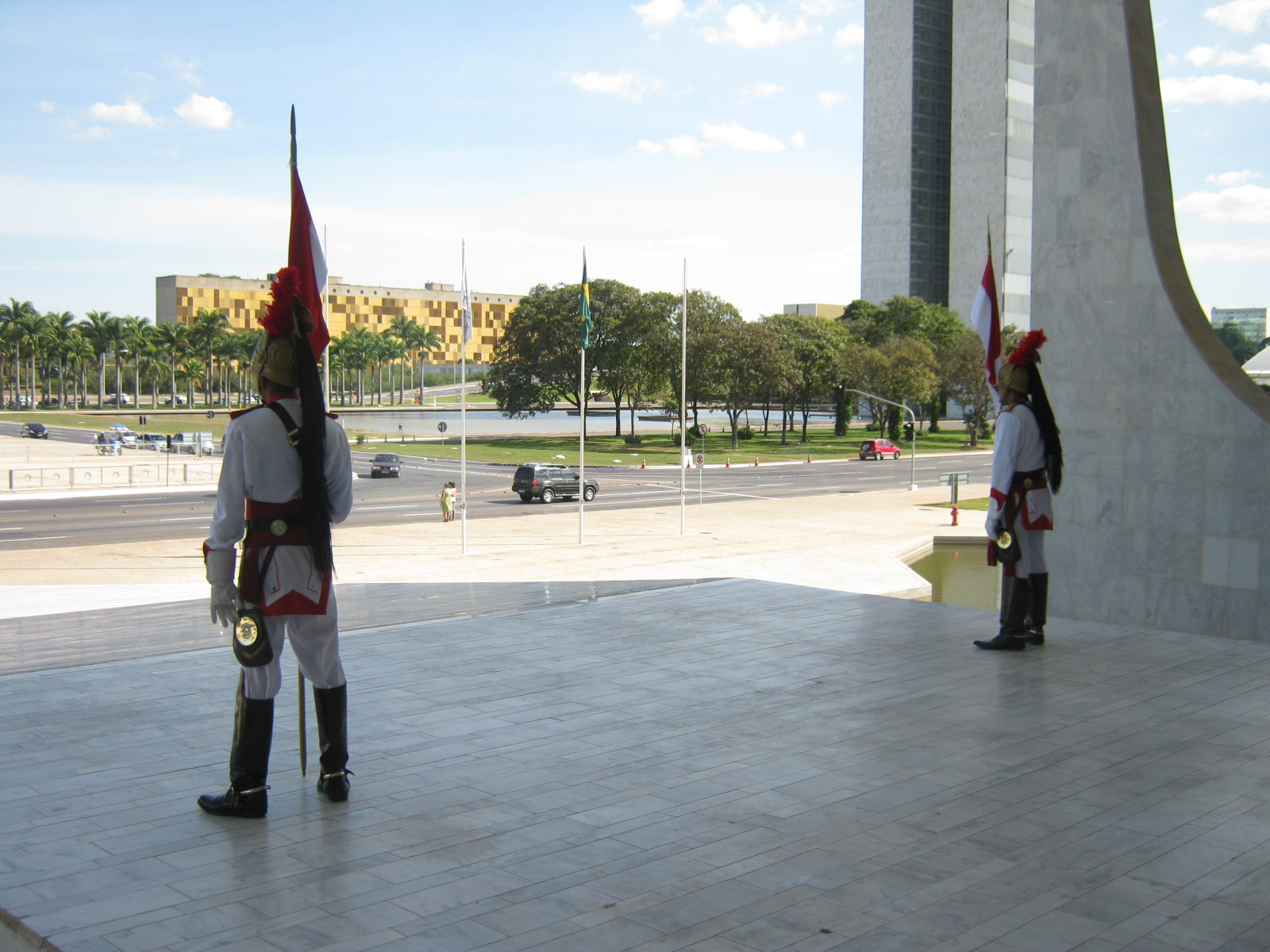
Президентська охорона

### Інтер'єр

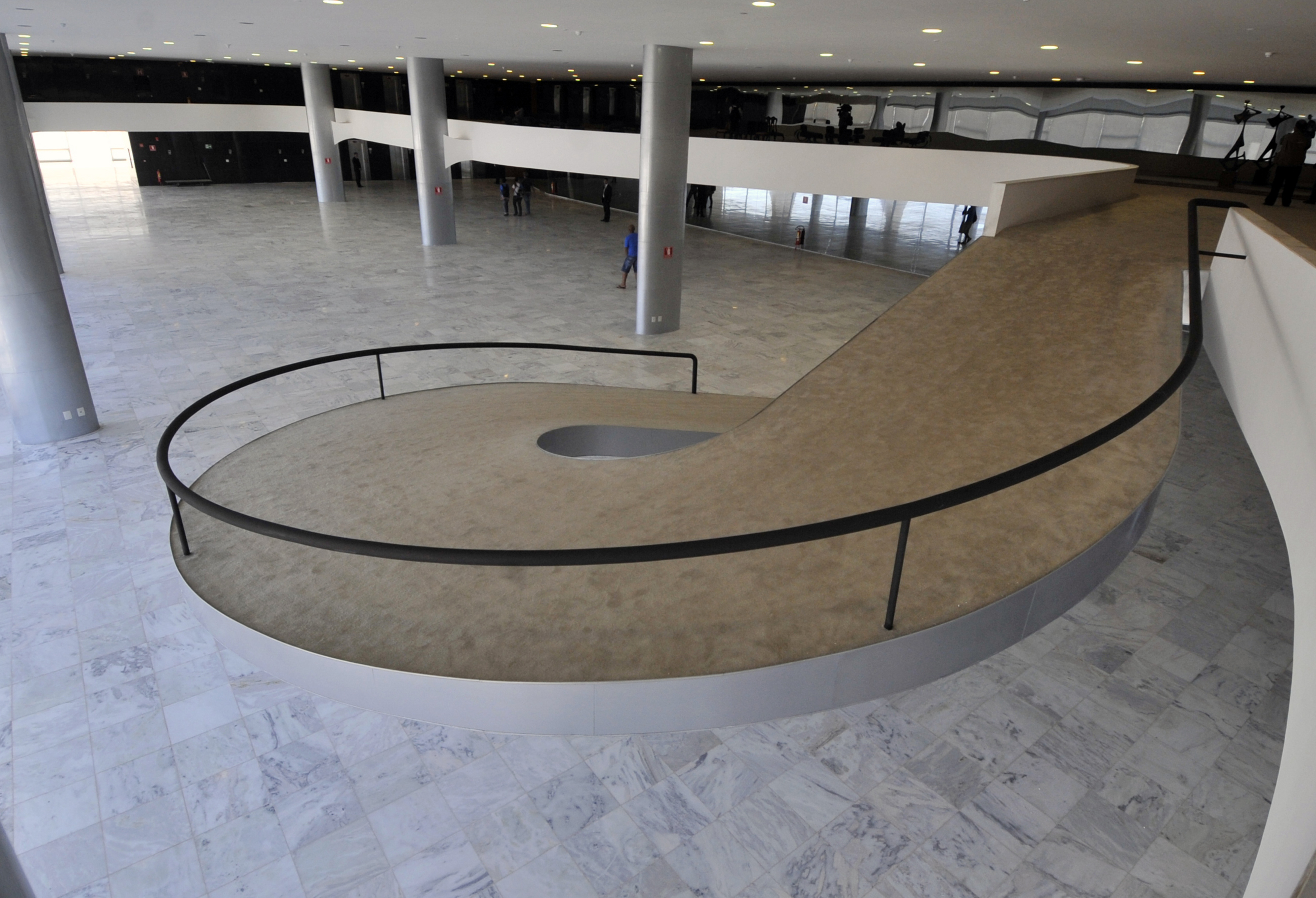
Спіральні сходи з Головного залу на перший поверх.
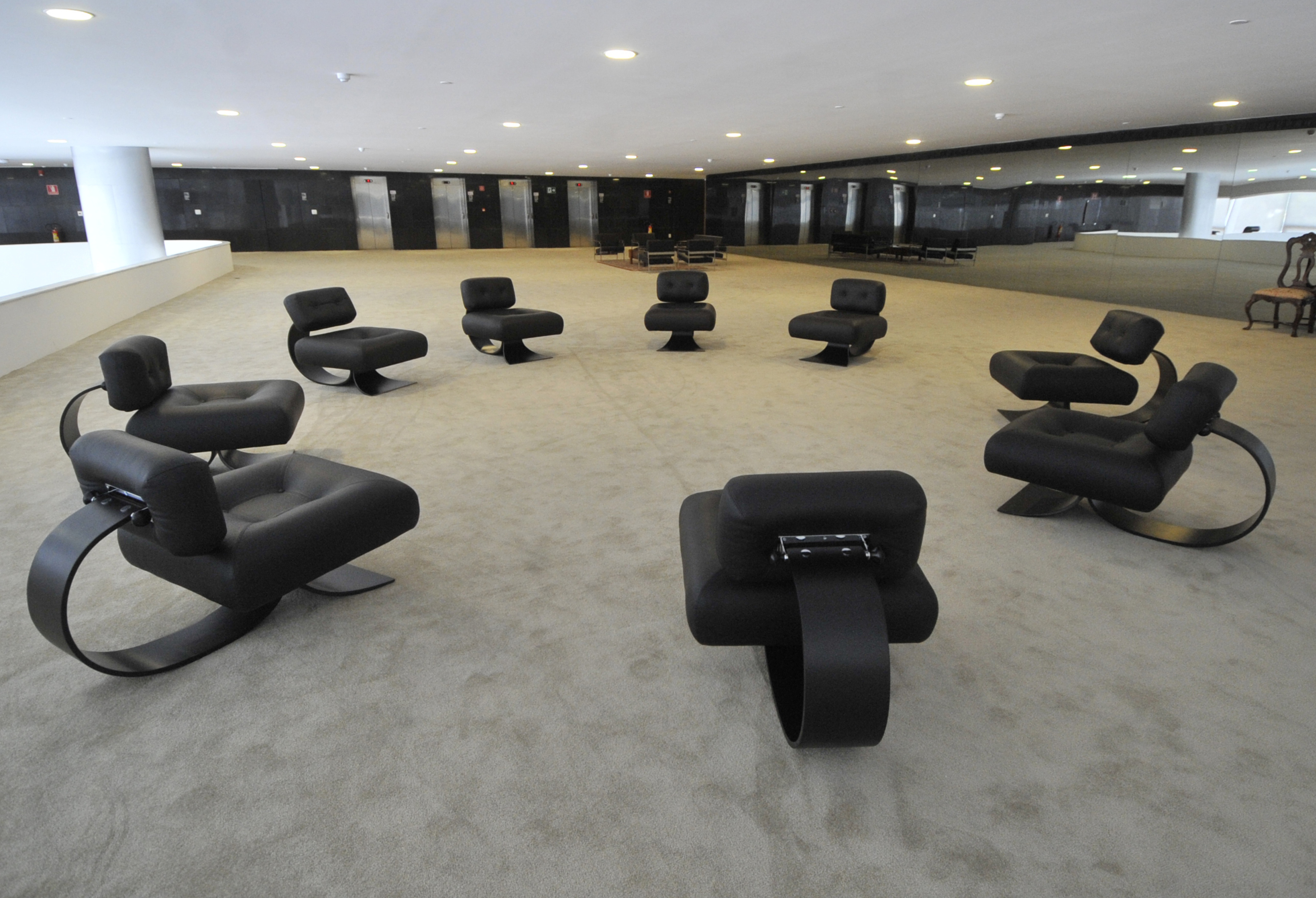
Балкон третього поверху
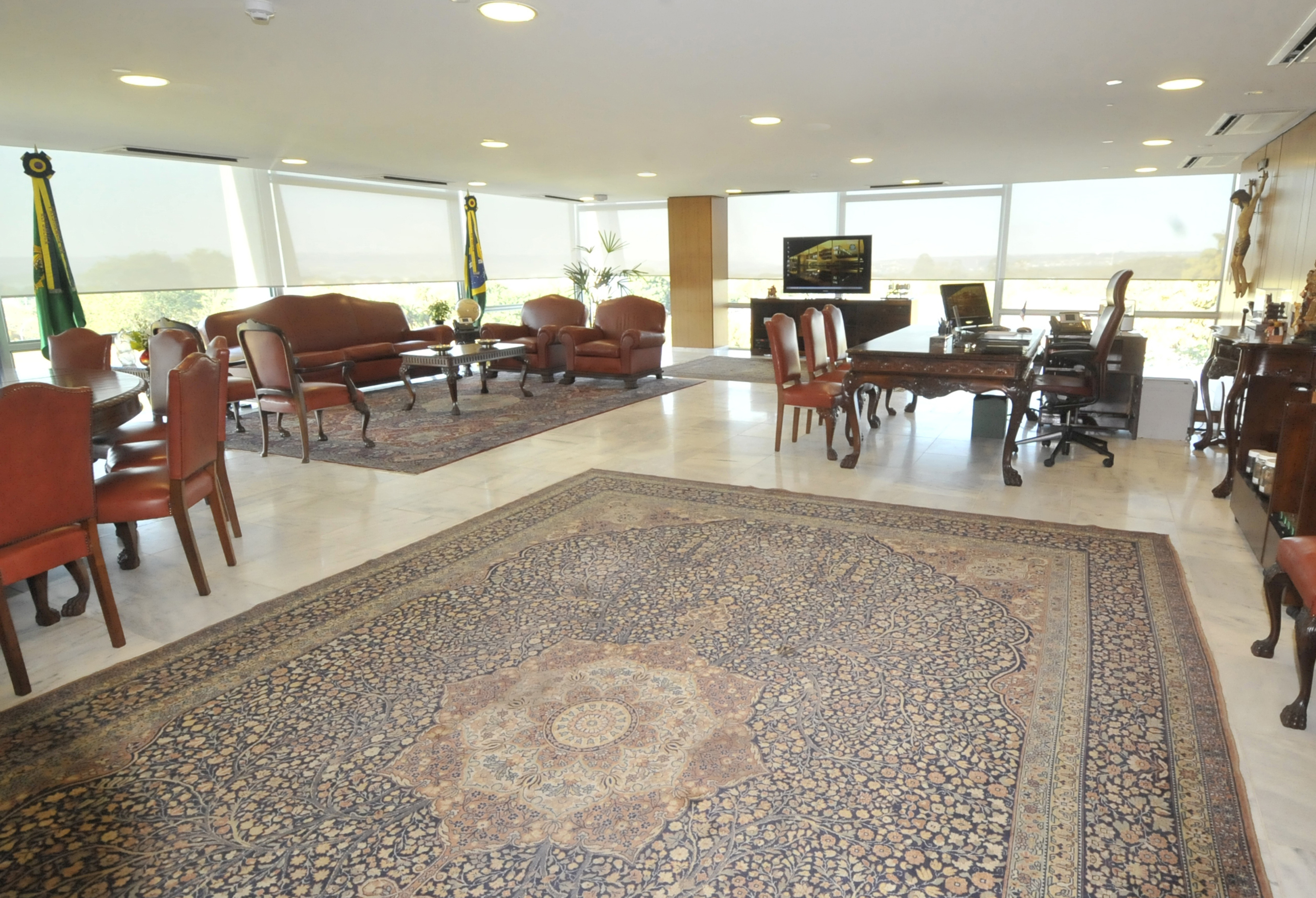
Кабінет президента
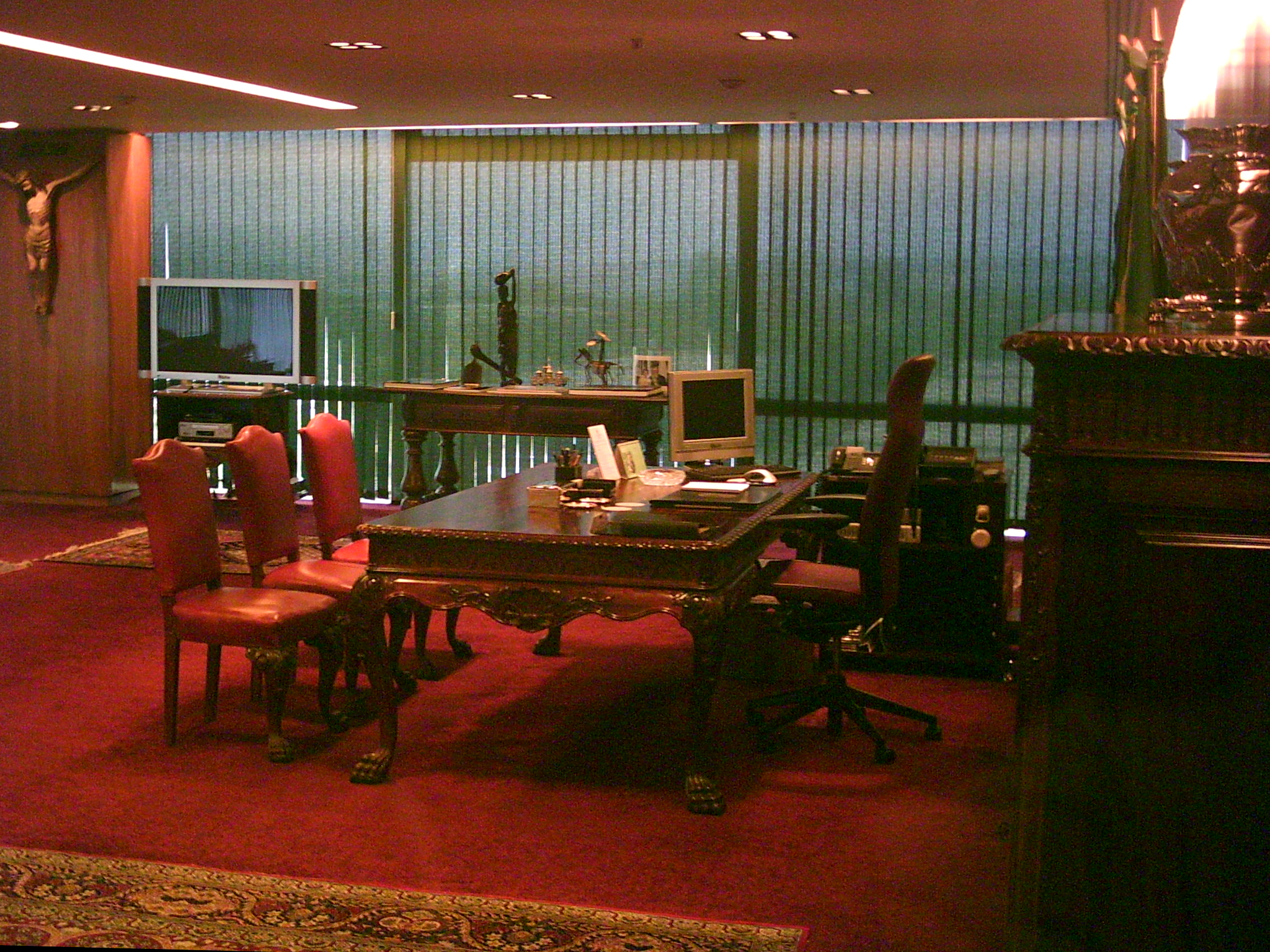
Робочий стіл в кабінеті президента
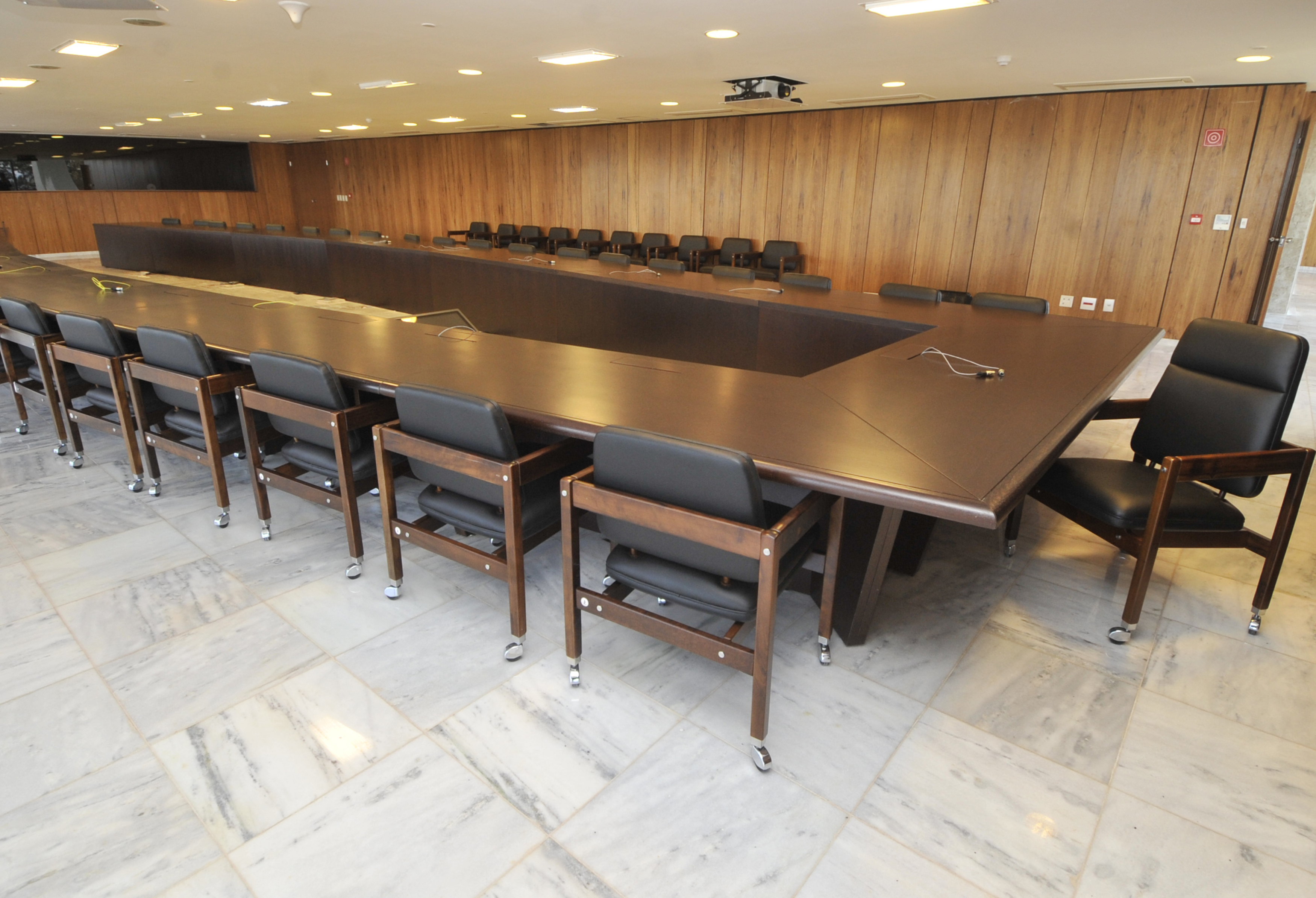
Конференц-зал
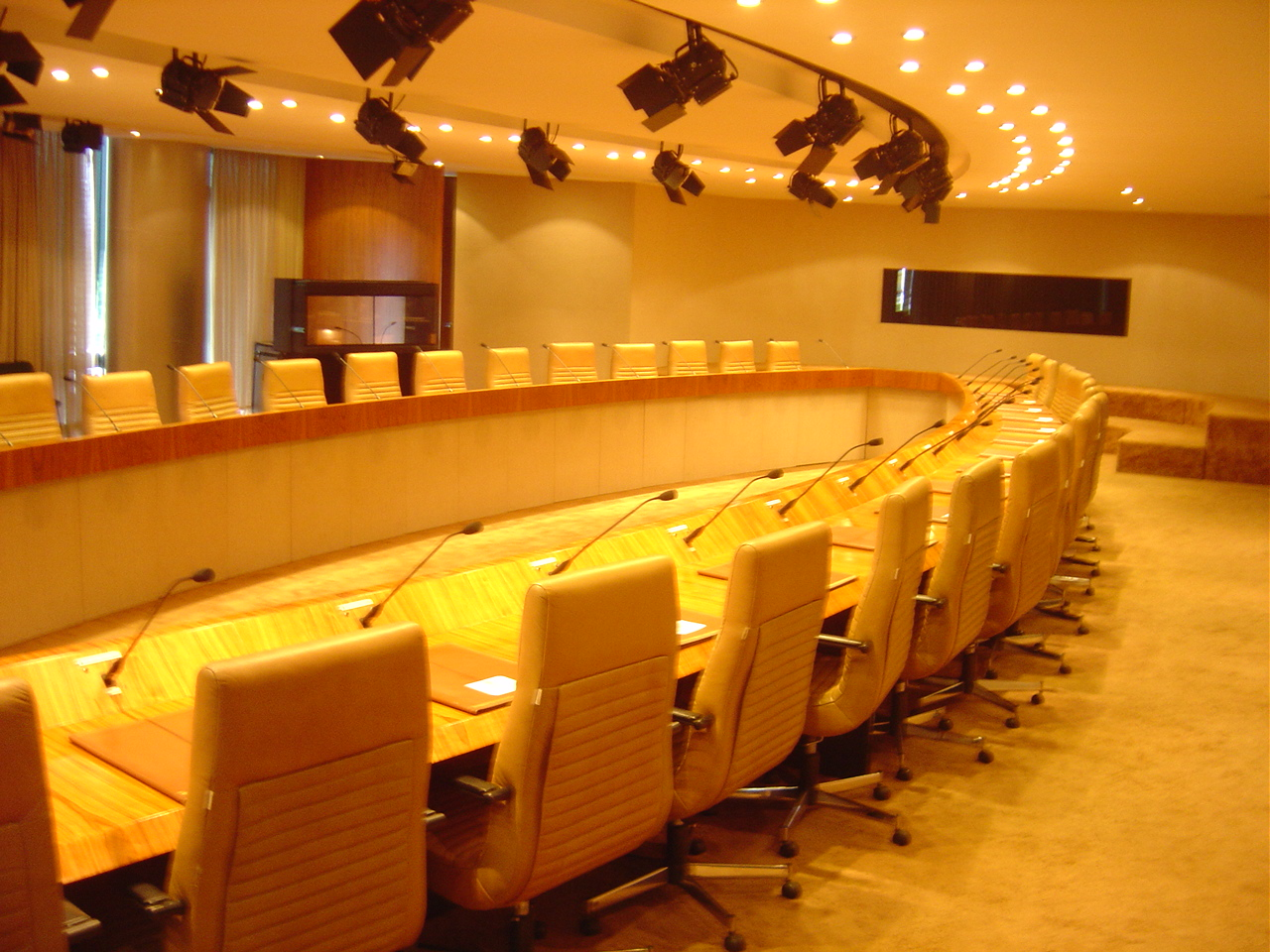
Овальна кімната